# Sexuell funktion
Sexuell funktion är ett kliniskt samlingsbegrepp för fysiologiska och psykologiska aspekter av människans sexualitet.
En modell för att definiera olika aspekter av sexuell funktion -  relevanta vid klinisk intervju – har utvecklats på Karolinska Institutet
Relevanta sidor av sexuell funktion definieras med hjälp av en modifierad version av Masters & Johnsons modell   inklusive lust, erektion, orgasm och kvinnlig- eller manlig utlösning.
Modellen konstruerades för att bedöma sexuell funktion hos män i samband med behandling för prostatacancer. Konceptet har senare anpassats för att även kunna användas på kvinnor
Bedömningen av sexuell funktion görs i fyra steg. I det första steget dokumenteras om de definierade funktionerna är intakta, till exempel om orgasm eller erektion ägt rum under en given tidsperiod, och med vilken frekvens och intensitet.
I det andra steget bedöms frekvensen av sexuell aktivitet under en given period. Förklaringar till avtagande sexuell aktivitet kan vara fysiologiska, psykologiska, sociala, religiösa eller etiska. 
I det tredje steget bedöms huruvida, och till vilken grad, avtagande sexuell funktion upprör den drabbade.
I det fjärde och slutgiltiga steget bedöms sambandet mellan avtagande sexuell funktion, och välbefinnande och känslomässig isolering.